# أرتور رودريغيز (لاعب كرة قدم)
أرتور رودريغيز (بالإسبانية: Arturo Juan Rodríguez Pérez-Reverte)‏ هو لاعب كرة قدم إسباني، ولد في 30 أبريل 1989 في كارتاخينا في إسبانيا. لعب مع خيتافي ب ودندي يونايتد ونادي ألكوركون ونادي دندي ونادي قرطبة ونادي ياغوستيرا.

## وصلات خارجية
- السبك (أرتور رودريغيز) على موقع Soccerbase.com (لاعب) (الإنجليزية)
- السبك (أرتور رودريغيز) على موقع Soccerway.com (الإنجليزية)
- السبك (أرتور رودريغيز) على موقع AS.com (الإسبانية)